# هوس (فیلم ۱۹۶۹)
هوس (انگلیسی: Fuego) یک فیلم سکسنتفاعی آرژانتینی است که در سال ۱۹۶۹ منتشر شد. از بازیگران آن می‌توان به ایسابل سارلی و آرماندو بو اشاره کرد.